# Ale-Skövde socken
Ale-Skövde socken i Västergötland ingick i Ale härad, ingår sedan 1971 i Lilla Edets kommun och motsvarar från 2016 Ale-Skövde distrikt.
Socknens areal är 67,89 kvadratkilometer varav 64,24 land. År 2000 fanns här 1 466 invånare.  Orten Prässebo samt tätorten Nygård och dess del och tidigare kyrkby Skövde med sockenkyrkan Ale-Skövde kyrka ligger i socknen.

## Administrativ historik
Socknen har medeltida ursprung. Före den 1 januari 1886 (ändring enligt beslut den 17 april 1885) var namnet Skövde socken.
Vid kommunreformen 1862 övergick socknens ansvar för de kyrkliga frågorna till Skövde församling och för de borgerliga frågorna bildades Skövde landskommun. Landskommunen inkorporerades 1952 i Lödöse landskommun som 1971 uppgick i Lilla Edets kommun. Församlingen uppgick 2010 i Lödöse församling.
1 januari 2016 inrättades distriktet Ale-Skövde, med samma omfattning som församlingen hade 1999/2000.
Socknen har tillhört län, fögderier, tingslag och domsagor enligt vad som beskrivs i artikeln Ale härad. De indelta soldaterna tillhörde Västgöta regemente, Barne kompani och de indelta båtsmännen tillhörde Västergötlands båtsmanskompani..

## Geografi och natur
Ale-Skövde socken ligger söder om Trollhättan med Göta älv i väster och kring Lödöseån. Socknen har odlingsbygd vid älven och ådalen och är i övrigt en skogsbygd med kala bergshöjder i nordost. De största insjöarna är Vanderydsvattnet  som delas med Lagmansereds och Upphärads socknar i Trollhättans kommun samt Hålanda socken i Ale kommun, Gravlången som delas med Fors, Rommele och Upphärads socknar i Trollhättans kommun samt Tunge socken i Lilla Edets kommun och Bodasjön (Prässebosjön).
Bergslagsbanan (nu Norge/Vänerbanan) följer i stort sett ån genom socknen.

## Fornlämningar
Ett 30-tal boplatser och flera hällkistor från stenåldern är funna. Från bronsåldern finns gravrösen. Från järnåldern finns gravar och en fornborg. De omkring trettio boplatserna återfinns runtom hela socknen, vanligen med fynd av skärvor och spån. 

## Befolkningsutveckling
Befolkningen minskade från 1 004 1810 till 996 1820 varefter den hastigt ökade till 1 342 redan 1830. Därefter steg folkmängden till 1 887 1870 och sjönk sedan under hundra år till 876 1970 då den var som lägst under 1900-talet. Efter det steg befolkningen på nytt till 1 414 1990.

## Namnet
Namnet skrevs 1401 Sködhwe kommer från kyrkbyn. Namnet innehåller vi, 'helgedom' samt sked, 'bräde' eller 'kapplöpningsbana'.